# Salvador Miqueri
Salvador Miqueri (n. 15 de diciembre de 1926, Mburucuyá, Corrientes - † 20 de agosto de 2013, Ciudad de Corrientes) fue un cantautor, guitarrista y compositor chamamecero argentino, considerado como uno de los pioneros de la música litoraleña argentina. Durante su juventud, formó parte de recordados grupos musicales como el "Trío Pasionaria", el "dúo Vera-Lucero" y el "Trío Cocomarola", acompañando a otro "grande" de la música chamamecera, como Mario del Tránsito Cocomarola. A finales de la década del '90, fundó junto a Avelino Flores y Antonio Niz, el grupo "Trébol de Ases", agrupación por la cual pasaron numerosos artistas y de la cual Miqueri fuera miembro casi permanente. Durante un prolongado tiempo, se dio a conocer con el seudónimo de Argentino Lucero, debido a sus actividades como docente en paralelo a la música.
Su tarea como cantautor se extendió hasta unos días antes de su muerte, por lo que fue una figura muy venerada por el público y sus seguidores, siendo catalogado a principios del siglo XXI como el último "Patriarca del Chamamé". Falleció el 20 de agosto de 2013 en la Ciudad de Corrientes a los 86 años, mientras permanecía internado en un centro médico. Su última actuación fue cuatro días antes, el 16 de agosto de 2013, cuando participó de los actos de homenaje por el aniversario de Mburucuyá, su ciudad natal.